# جورج سميث (عالم فيزياء)
جورج إلوود سميث (بالإنجليزية: George Elwood Smith) عالم فيزيائي أمريكي من مواليد ولاية نيويورك في 10 مايو 1930، وقد نال على البكالوريس في 1955 من جامعة بنسلفانيا ونال على الدكتوراة من جامعة شيكاغو عام 1959 وقد استمر في العمل في معامل بل في نيوجيرسي إلى أن تقاعد عام 1986، حيث قاد هناك أبحاث في الليزر وأجهزة أشباه الموصلات، نال على جائزة نوبل عام 2009 لاختراعه دائرة أشباه موصلات للتصوير — مجس سي سي دي 

## اختراعات
اخترع في عام 1969 مع ويلارد بويل تكنولوجيا الصورة التي كان قد تم اكتشافها في نظرية البرت اينشتاين وهي ccd (الذي يعتبر العين الإلكترونية لكاميرات الصور الرقمية)وهو يعتبر جهاز من الشحنات الكهربية المتصلة والتي تقوم بتحويل الضوء إلى إشارات كهربية وهذا الاختراع يقف وراء صنع مئات ملايين الكاميرات الرقمية التي بيعت في السنوات الماضية في أنحاء العالم.

## جوائز
- الجائزة التذكارية ليبمان (1974)
- جائزة دريبر (2006)
- جائزة نوبل في الفيزياء (2009)

## روابط خارجية
- جورج سميث على موقع الموسوعة البريطانية (الإنجليزية)
- جورج سميث على موقع مونزينجر (الألمانية)
- جورج سميث على موقع إن إن دي بي (الإنجليزية)